# Un'estate italiana (programma televisivo)
Un'estate italiana è un programma televisivo italiano in onda su Rai 1 dall'11 agosto 2024, con Anna Falchi e Fabrizio Rocca.

## Il programma
La trasmissione è in onda nel palinsesto estivo di Rai 1 la domenica pomeriggio.
Il programma è in onda da Rimini ed è condotto da Anna Falchi e Fabrizio Rocca, che, tramite le interviste agli ospiti, raccontano le usanze degli italiani durante l'estate.
Durante la trasmissione vi sono vari collegamenti con mete turistiche e borghi Italiani, sede delle vacanze degli italiani, oltre a collegamenti e servizi da i festival del territorio.

## Puntate
| Puntata | Data              | Ospiti                                                      | Ascolti        | Ascolti | Fonte |
| Puntata | Data              | Ospiti                                                      | Telespettatori | Share   | Fonte |
| ------- | ----------------- | ----------------------------------------------------------- | -------------- | ------- | ----- |
| 1       | 11 agosto 2024    | Signora Coriandoli, Mirko Casadei, Denis Amadori            | 629.000        | 6,21%   | [ 2 ] |
| 2       | 18 agosto 2024    | Valeria Marini, Enzo Decaro, Giovanni Acanfora              | 766.000        | 8,11%   | [ 3 ] |
| 3       | 25 agosto 2024    | Elisabetta Gregoraci, Enrica Bonaccorti, Jamil Sadegholvaad | 869.000        | 9,23%   | [ 4 ] |
| 4       | 1º settembre 2024 | Valeria Fabrizi, Andrea Roncato, Bruno Piraccini            | 919.000        | 8,11%   | [ 6 ] |